# Vásárlóerő
A vásárlóerő a vásárlóalap reálértéke, amely kifejezi, hogy a lakosság az adott nagyságú vásárlóalapért az áruk és a szolgáltatások milyen tömegét képes megszerezni. A vásárlóerőt a vásárlóalap nagysága mellett az áruk és szolgáltatások árszínvonala határozza meg.
A vásárlóalap pénzben (például millió euróban) kifejezett értéke az adott területi egységre jutó éves összes elkölthető jövedelmet jelenti. A vásárlóerő index a vásárlóerő egy főre, illetve egy háztartásra vetített nagysága. A személyi és a háztartási vásárlóerő index számított értéke azért térhet el egymástól, mert az adott területi egységben a háztartások átlagos mérete eltér az átlagostól. Az egy főre jutó nagyságot mutató vásárlóerő index abban az esetben nagyobb, mint az egy háztartásra jutó index, ha a vizsgált területen az országos átlagnál kevesebb ember él egy háztartásban.
A GfK piackutató cég rendszeresen felméri Európa vásárlóerejét, melynek célja, hogy összehasonlítást adjon az európai „gazdag” és „szegény” régiói között fennálló jövedelmi egyenlőtlenségekről.

## Magyarország

### Módszertan
Rendszeresen elkészül a magyarországi vásárlóerőről szóló tanulmány. Ennek elsődleges célja: pontos és a lehető legrészletesebb adatokat közreadni a magyar lakosság vásárlóerejének területi megoszlásáról, mindazon cégek, szervezetek számára, amelyeknek a területi elemzések, illetve tervezés során erre szükségük lehet.
Tanulmányuk a közigazgatás minden szintjét figyelembe veszi, az európai NUTS rendszerhez igazodva a régiókra (NUTS1 és NUTS2), Magyarország 19 megyéjére és a fővárosra (NUTS3), a statisztikai kistérségekre (NUTS4), Magyarország összes településére és a főváros kerületeire (NUTS5), valamint ezt kiegészítve, a négyjegyű postai irányítószám körzetekre vonatkozó vásárlóerő adatokat is tartalmazza. A számítás egész Európára egységes módszertan szerint készült, a többi ország adatai is hozzáférhetők, illetve a magyar adatsorok azokkal összevethetők. Részletesebb adatok: területi egységenként az egy főre, illetve az egy háztartásra jutó európai vásárlóerő index.
A GfK Hungária vásárlóerő-adatai azt a rendelkezésre álló, elméletileg elkölthető jövedelmet jelentik, amellyel a lakosok és háztartások a szóban forgó területen rendelkeznek.
A NAV (korábban APEH) jövedelemstatisztikája kizárólag a személyi jövedelemadó bevallásokból származó adatokat mutatja. A GfK által számolt vásárlóerő alapként ebből a forrásból indul ki, tehát a bevallott jövedelmek településenként, irányítószám körzetenként összegyűjtött adataiból, azonban figyelembe vesz sok egyéb tényezőt, például a településekre vonatkozó munkanélküliségi statisztikákat, a lakosság és háztartások számát, vendégéjszakák számát, személygépkocsi-ellátottságot, vállalkozók és vállalkozások számát, a vezetések telefonnal való ellátottságot stb., valamint a GfK cenzus adatait is. A magyarországi vásárlóerő regionális számításának alapja tehát a munkabér- és jövedelemstatisztika, amelyek az önálló vagy nem önálló munkából és a mezőgazdaságból származó jövedelmeket tükrözik. Mivel az adóstatisztika nem tartalmazza a háztartások összes bevételét, ez kiegészítésre szorul. Számításba veszik az állami transzfereket (segélyek, gyes, gyed, nyugdíj, stb.), tőkejövedelmeket és egyéb kiegészítő bevételeket, illetve becsüljük a szürkegazdaságot is.
A fentiek alapján érthető, hogy a GfK vásárlóerő jóval magasabb egy főre jutó értéket mutat az egyes területi egységek esetén, mint az adózott jövedelmek statisztikái, ugyanakkor pontosabb becslést ad a ténylegesen elkölthető jövedelmekre. A korábbi vásárlóerő és az európai adatok is részét képezik a számításnak, különösen a bruttó és nettó havi keresetek, bruttó hazai termék, új autó eladások, foglalkoztatottság gazdasági ágazatonként.
A fenti adatokra támaszkodva, faktoranalízisek és többváltozós regressziók segítségével matematikai modelleket felállításával jutnak el korrigált vásárlóerőhöz.
A demográfiai adatok forrása a Központi Statisztikai Hivatal népesség és háztartásszám statisztikája.
Az ezrelékben kifejezett vásárlóerő-adatok a vizsgált egységek súlyát mutatják az ott élő lakosság rendelkezésre álló jövedelmére vonatkozóan, az országos összeghez viszonyítva. Az egy lakosra, illetve egy háztartásra jutó vásárlóerő index azt fejezi ki, mely területeken és mennyivel tér el a jövedelem az országos átlagtól (=100,0). Az egy főre eső vásárlóerő indexet a következőképpen számíthatjuk ki:
Vásárlóerő-mutatószám = Vásárlóerő-mutatószám (ezrelékben) / Lakónépesség száma (ezrelékben) * 100

### Adatok
Vásárlóerő Index: teljes Magyarország = 100
A legmagasabb vásárlóerejű lakossággal rendelkező települések 2008-ban:
- Budaörs 137,3
- Csopak 136,5
- Hévíz 135,8
- Törökbálint 133,1
- Tihany 128,1

A legkisebb vásárlóerejű lakossággal rendelkező települések 2008-ban:
- Rinyabesenyő 40,8
- Kiscsécs 40,8
- Szakácsi 40,2
- Gilvánfa 40,2
- Csenyéte 37,6

Forrás: GfK Hungária: Vásárlóerő Index Tanulmány, 2008-2009
2014-ben a magyar vásárlóerő 4949 eurós értékével a 31. helyen áll a 42 európai országot felmérő Gfk felmérés alapján.

## Európa

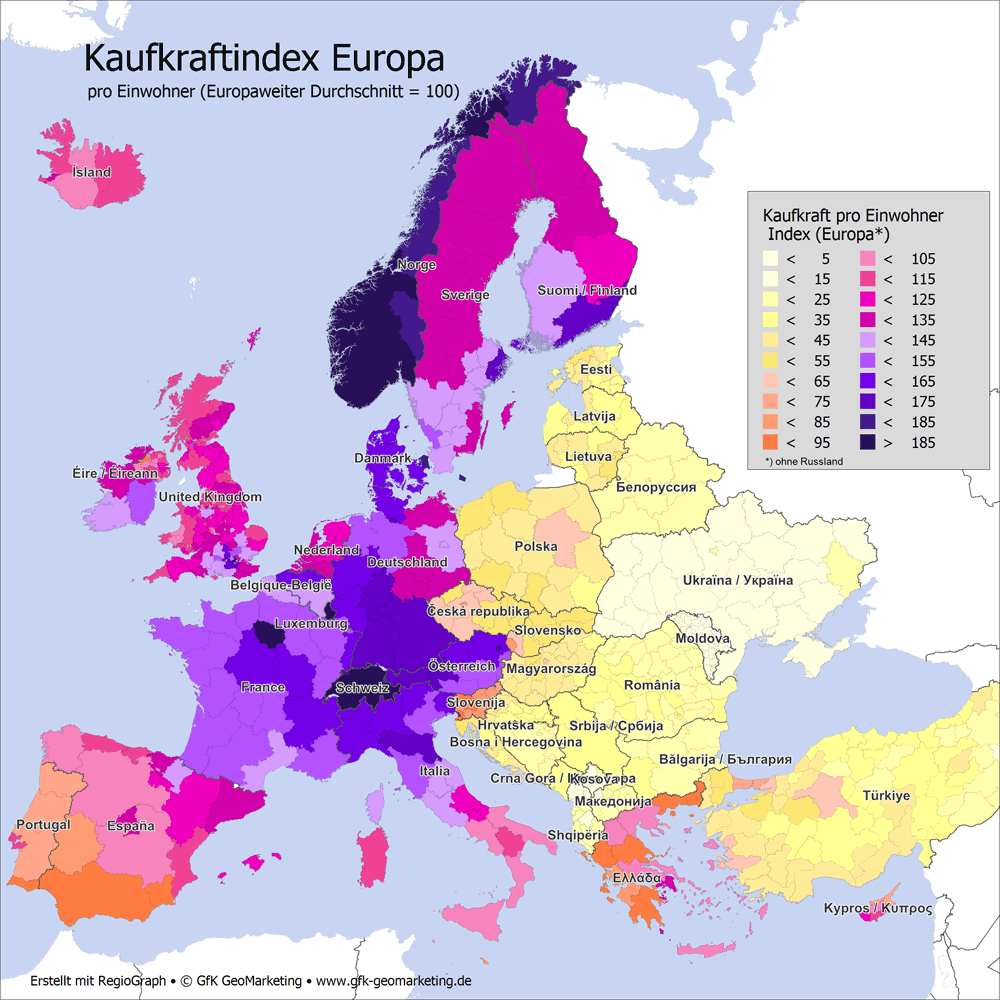
Európa térképe vásárlóerő alapján 2010-ben. A világostól a sötétebb színek felé haladva növekszik a lakosság vásárlóereje.

Az európai vásárlóerő index a 41 európai ország átlagához viszonyított egy főre jutó vásárlóerőt jelenti. Ez a szám az összes európai országot magában foglalja, kivéve Oroszországot, de beleértve Törökország egészét.
Egy főre jutó vásárlóerő 2012-ben Kelet-Európát tekintve Csehországban, Szlovákiában, Lengyelországban, Észtországban, Oroszországban csekély mértékben magasabb a Magyarországinál.
2014-ben Magyarország vásárlóereje (31. hely/ 42 ország, 4949 euró) alacsonyabb volt, mint Szlovénia, Szlovákia, Csehország, Lengyelország, Észtország, Lettország, Litvánia, valamint Törökország vásárlóereje. A hozzánk hasonló Közép- és Kelet-Európában fekvő országok vásárlóereje az alábbi felsorolásban szereplő adatok alapján haladják meg évek óta a magyar vásárlóerőt:
- Szlovénia 2004
- Szlovákia 2008
- Csehország 2011
- Lengyelország 2011
- Észtország 2012
- Lettország 2012
- Litvánia 2012
- Törökország 2014[1]

## Kapcsolódó témák
- Vásárlóerő-paritás
- Fogyasztói bizalom index
- Fogyasztói árindex
- Szabadkereskedelem

## Külső hivatkozások
- Vásárlóerő és jövedelem Archiválva 2015. június 19-i dátummal a Wayback Machine-ben